# Wilhelm Backhaus
Wilhelm Backhaus (26. března 1884 Lipsko – 5. července 1969 Villach) byl německý klavírista. Proslavil se zejména svými interpretacemi Mozarta, Beethovena, Schumanna, Chopina a Brahmse. Byl také obdivován jako komorní hráč.

## Život
Byl synem známého architekta. Na klavír se začal učit ve čtyřech letech se svou matkou, amatérskou klavíristkou. Chlapcův talent brzy rozpoznal Arthur Nikisch, na jehož doporučení studoval Backhaus v letech 1891 až 1899 u Aloise Reckendorfa na konzervatoři v Lipsku. Poté navštěvoval soukromé hodiny klavíru u Eugena d'Alberta ve Frankfurtu. Své první koncertní turné podnikl v šestnácti letech. V roce 1900 odjel do Anglie a v roce 1901 hrál poprvé v Manchesteru na Gentleman's Concerts. V roce 1902 vystoupil na 12 koncertech v Queen's Hall v Londýně a hrál 6 různých klavírních koncertů na Proms. V roce 1904 se stal profesorem klavíru na Royal Manchester College of Music. V roce 1905 zvítězil v soutěži Antona Rubinsteina, Béla Bartók tehdy obsadil druhé místo. V USA debutoval 5. ledna 1912 jako sólista v Beethovenově klavírním koncertu č. 5 v doprovodu Newyorského symfonického orchestru. Od roku 1926 vyučoval na Curtisově hudebním institutu ve Filadelfii. Jako jeden z prvních klavíristů rozpoznal důležitost nahrávek a systematicky se jim věnoval. V roce 1928 se stal prvním klavíristou, který nahrál kompletní Etudy Fryderyka Chopina. V roce 1930 se přestěhoval do Lugana a roku 1931 se stal švýcarským občanem. Po uchvácení moci nacisty v Německu se Backhaus setkal s Adolfem Hitlerem, nejpozději v květnu 1933, když s ním letěl stejným letadlem do Mnichova. Vzájemně si vyjádřili obdiv. Ve stejném roce se stal výkonným poradcem nacistické organizace Kameradschaft der deutschen Künstler (Společenstvo německých umělců). Před volbami v roce 1936 publikoval Backhaus prohlášení v časopise Die Musikwoche, v němž uvedl, že „nikdo nemiluje německé umění, a zejména německou hudbu, tak zářivě jako Adolf Hitler…“ O měsíc později, 20. dubna 1936, mu Hitler udělil v den svých 47. narozenin profesuru a pozval ho v září téhož roku na výroční shromáždění nacistické strany v Norimberku. Houslistka Leila Doubleday Piraniová později dosvědčila, že v listopadu 1938 navštívila Backhausův koncert v Londýně s vídeňskou židovskou houslistkou Almou Rosé, která ho chtěla pozdravit v zákulisí, neboť ho považovala za „velkého přítele své rodiny“, ale Backhaus se od ní v zákulisí demonstrativně odvrátil a nepozdravil ji. Piraniová označila incident za "bodnutí do zad od zbabělého muže, který se ze strachu před svými nacistickými pány nedokázal chovat slušně, dokonce ani v Londýně". Richard Newman se snažil Backhause omluvit tím, že si byl patrně vědom přítomnosti německých agentů. Newman a jiní také po válce šířili teorii, že se Backhaus snažil ve Švýcarsku „skrýt před nacisty“, čemuž však neodpovídá ani datum, kdy se ve Švýcarsku usadil, ani jeho doložené chování. Zemřel v Rakousku, před jedním z koncertů.